# Joyce Chu
Pour les articles homonymes, voir Chu.
Joyce Chu, (chinois simplifié : 朱主爱 ; pinyin : Zhū Zhǔái) née le 7 mars 1997 à Johor Bahru, est une auteure-compositrice-interprète et actrice malaisienne.

## Biographie

### Jeunesse
Née et grandi à Johor Bahru. Elle est une chinoise malaisienne d'origine mixte Hainanaise-Hokkien.
Elle joue du piano, de la guitare et du ukulélé.

### Carrière professionnelle
En 2014, elle est repérée par Namewee et rejoint son label RED People (en).
Elle est surtout connue pour ses chansons virales « Malaysia Chabor » et « I Miss You », dont les mélodies accrocheuses sont devenues une sensation sur l'internet.
En novembre 2015, elle sorti son premier EP avec trois chansons, et commence à faire ses débuts à Taïwan.
En mai 2016, elle joue dans le film comédie singapourienne, Young & Fabulous (en). Elle tient le rôle principal aux côtés d'Aloysius Pang (en) et Jeffrey Xu (en).

## Controverse

### Clip musical de « I Miss You » (2015)
Après la publication du clip musical en novembre 2015, de nombreuses personnes ont remarqué dans le clip vidéo, vers l'horodatage 1:40, en regardant en haut à gauche, on peut remarquer une silhouette se jetant du balcon d'un immeuble. Cependant, la silhouette semble tomber devant la pancarte d'un salon de coiffure "Homme Hair", cette pancarte n'est pas collé à l'immeuble mais est situé bien devant l'immeuble ce qui rend impossible la possibilité de la personne se jetant juste devant cette pancarte. À ce jour, c'est inconnu si une scène de suicide s'est vraiment produite, ou si cela a été ajouté en postproduction ou si c'était un objet en forme humanoïde.

## Discographie

### Albums
- 2017 : Where It All Started

### EP
- 2015 : Joyce Chu
- 2016 : Together / Merry Cold Christmas

## Filmographie

### Cinéma
- 2016 : Young & Fabulous (en) : Violet Ong